# Hôtel des Cariatides
L’hôtel des Cariatides est un immeuble de rapport situé à Lille, dans le département du Nord.
Ce site est desservi par la station de métro République - Beaux-Arts.

## Localisation
L'hôtel est situé 2 à 8 rue d'Inkermann, à l'angle de la place de la République, à Lille.

## Histoire
Le bâtiment répond à une commande adressée en 1899 aux architectes Albert Baert et Charles Boidin de construire un grand immeuble de rapport de prestige sur la place de la République.
Le rez-de-chaussée a longtemps été occupé par une brasserie, la Grande Brasserie de l’Université. C'est aussi l'immeuble natal de l’historien et académicien Alain Decaux, qui y est né le 23 juillet 1925.
Les façades et les toitures de l'édifice font l’objet d’une inscription au titre des monuments historiques depuis le 29 octobre 1975.

## Architecture
Le bâtiment allie l'usage de matériaux industriels à une décoration de style Beaux-Arts. Sur la façade, richement décorée de colonnes et de sculptures, deux cariatides portent un balcon à balustres. La poitrine dénudée, l'une ferme les yeux quand l'autre fixe l'horizon. Les mosaïques qui ornent la façade portent la fleur de lys, symbole de la ville de Lille.